# Karjala Cup 2003
Hokejový turnaj byl odehrán od 6.11.2003 - do 9.11.2003 v Helsinkách. Utkání Švédsko - Česko bylo hráno v Nyköpingu.

## Výsledky a tabulka
|    |         | FIN    | CZE    | RUS    | SWE     | V | VP | PP | P | Skóre | B |
| 1. | Finsko  | Finsko | 5:1    | 3:2    | 4:1     | 3 | 0  | 0  | 0 | 12:4  | 9 |
| 2. | Česko   | 1:5    | Česko  | 3:2 SN | 2:1 SN  | 0 | 2  | 0  | 1 | 6:8   | 4 |
| 3. | Rusko   | 2:3    | 2:3 SN | Rusko  | 2:0     | 1 | 0  | 1  | 1 | 6:6   | 4 |
| 4. | Švédsko | 1:4    | 1:2 SN | 0:2    | Švédsko | 0 | 0  | 1  | 2 | 2:8   | 1 |

 Finsko -  Rusko 3:2 (2:1, 0:0, 1:1) Zpráva
6. listopadu 2003 (18:30) - Helsinky
- Branky  Finsko: 2:43 Jukka Hentunen, 16:18 Toni Dahlman, 57:21 Toni Dahlman
- Branky  Rusko: 6:21 Vitalij Proškin, 48:26 Alexander Bojkov.
- Rozhodčí: Milan Minář (CZE) - Riku Peltonen, Jouni Saukkonen (FIN)
- Vyloučení: 4:8 (0:1) navíc Roman Kuchtinov (RUS) na 10 min.
- Diváků: 6 265

 Švédsko -  Česko 1:2  SN  (1:0, 0:1, 0:0 - 0:0, 0:1) Zpráva
6. listopadu 2003 (19:00) - Nyköping
- Branky  Švédsko: 12:31 Niklas Anger
- Branky  Česko: 38:34 Jaroslav Hlinka, rsn. Tomáš Divíšek.
- Rozhodčí: Henriksson (FIN) - Ljungqvist, Takula (SWE)
- Vyloučení: 5:4 (0:1)
- Diváků: 5 008

Švédsko: Liv - Rhodin, Frögren, Magnus Johansson, Sundin, Hallberg, H. Jonsson, Lindman, T. Johansson - A. Steen, Jönsson, Nordström - Anger, Davidsson, Karlberg - Kahnberg, Svartvadet, Salomonsson - Hedström, Mathias Johansson, Rudslätt.
Česko: Adam Svoboda - Jan Snopek, Petr Kadlec, Jan  Hejda, Jiří Vykoukal, Ladislav Benýšek, Jiří Marušák, Miroslav Duben, Martin Čech - Radek Duda, Jaroslav Hlinka, Michal Sup - Jaroslav Balaštík, Zdeněk Skořepa, Zdeněk Pavelek - Petr Sýkora, Tomáš Divíšek, Milan Procházka - Petr Koukal, Jan Kolář, Petr Průcha, Roman Vopat

 Rusko -  Švédsko 2:0 (0:0, 1:0, 1:0) Zpráva
8. listopadu 2003 (15:00) - Helsinky
- Branky  Rusko: 23:02 Sergej Koroljov, 50:37 Roman Kuchtinov
- Branky  Švédsko: nikdo
- Rozhodčí: Timo Favorin - Juha Kautto, Mikko Kekäläinen (FIN)
- Vyloučení: 6:5 (0:0)
- Diváků: 6 352

 Česko -  Finsko 1:5 (0:4, 0:0, 1:1) Zpráva
8. listopadu 2003 (18:30) - Helsinky
- Branky  Česko: 50:58 Radek Duda
- Branky  Finsko: 6:26 Mikko Eloranta, 6:48 Jarkko Immonen, 8:38 Tomi Kallio, 19:46 Pasi Määttänen, 58:36 Janne Laakkonen.
- Rozhodčí: Sergej Karabanov (RUS) - Antti Hämäläinen, Tuomo Sorakangas (FIN)
- Vyloučení: 2:4 (1:1)
- Diváků: 11 324

Česko: Adam Svoboda (21. Roman Málek) - Petr Kadlec, Jan  Hejda, Jiří Vykoukal, Ladislav Benýšek, Martin Čech, Miroslav Duben,  Jan Snopek - Radek Duda, Jaroslav Hlinka, Michal Sup - Petr Sýkora, Tomáš Divíšek, Zdeněk Skořepa - Jaroslav Balaštík, Roman Vopat, Milan Procházka - Jan Hlaváč, Jan Kolář, Petr Průcha
Finsko: Lehto - Mäntylä, Marko Kiprusoff, Nummelin, Tuulola, Karalahti, Saravo, Eskelinen - Eloranta, Viuhkola, Peltonen - Kallio, Rintanen, Pärssinen - Dahlman, Immonen, Määtänen - Hentunen, Pakaslahti, Rajamäki - Laakkonen.

 Rusko -  Česko 2:3  SN  (0:1, 0:0, 2:1 - 0:0, 0:1) Zpráva
9. listopadu 2003 (14:30) - Helsinky
- Branky  Rusko: 47:02 Maxim Sušinskij, 53:40 Vasilij Turkovskij
- Branky  Česko: 10:10 Jan Hejda, 54:52 Tomáš Divíšek, rozhodující  SN  Michal Sup.
- Rozhodčí: Tom Laaksonen - Mikko Kekäläinen, Petri Nokisalmi (FIN)
- Vyloučení: 1:5 (1:4)
- Diváků: 3 850

Rusko: Tarasov - Bykov, Turkovskij, Proškin, Kuchtinov, Guskov, Rjazancev, Kornějev, Skopincev - Sušinskij, Koroljov, Bojkov - Pronin, Čupin, Mozjakin - Antipov, Gorovikov, But - Buturlin, Skugarev, Krajev (33. J. Michajlov).
Česko: Roman Málek - Petr Kadlec, Jan  Hejda, Jiří Vykoukal, Miroslav Duben, Marušák, Martin Čech - Radek Duda (30. Milan Procházka), Jaroslav Hlinka, Jaroslav Balaštík - Petr Sýkora, Tomáš Divíšek, Michal Sup - Zdeněk Skořepa, Roman Vopat, Zdeněk Pavelek - Jan Hlaváč, Jan Kolář, Petr Průcha

 Finsko -  Švédsko 4:1 (1:0, 3:1, 0:0) Zpráva
9. listopadu 2003 (18:30) - Helsinky
- Branky  Finsko: 13:18 a 23:12 Petteri Nummelin, 23:40 Mikko Eloranta, 37:52 Jere Karalahti
- Branky  Švédsko: 24:07 Andreas Salomonsson.
- Rozhodčí: Sergej Karabanov (RUS) - Juha Kautto, Tuomo Sorakangas (FIN)
- Vyloučení:6:7 (3:0)
- Diváků: 10 033

## All-Star-Team
| Útočník | Ville Peltonen Finsko - Jarkko Immonen Finsko - Maxim Sušinskij Rusko |
| Obránce | Marko Tuulola Finsko - Petteri Nummelin Finsko                        |
| Brankář | Fredrik Norrena Finsko                                                |